# Franco Sampietro
Franco Sampietro (Rapallo, 14 dicembre 1917 – Quota 1828 di Monte Lofka, 17 novembre 1940) è stato un militare italiano insignito della medaglia d'oro al valor militare alla memoria nel corso della seconda guerra mondiale.

## Biografia
Nacque a Rapallo, provincia di Genova,  il 14 dicembre 1917, figlio di Giuseppe e di Emilia Pratti. Diplomatosi in ragioneria divenne albergatore di professione, e nel novembre 1938 fu arruolato nel Regio Esercito ed ammesso a frequentare il corso allievi ufficiali di complemento della specialità alpini nella Scuola di Bassano del Grappa.  Nel 1939 ottenne la nomina ad aspirante ufficiale nel 5º Reggimento alpini della 2ª Divisione alpina "Tridentina". Assegnato al battaglione alpini "Morbegno", otteneva nell’ottobre la promozione a sottotenente con anzianità 1 gennaio 1939. Trattenuto alle armi per la mobilitazione generale del giugno 1940, partecipò poi alle operazioni di guerra svoltesi alla frontiera alpina occidentale. Rientrato in sede partiva per via aerea per l’Albania atterrando a Tirana il giorno 12 novembre 1940. Il 17 novembre, alla testa del suo reparto con un fucile mitragliatore, condusse un violento contrattacco dove rimase colpito all'addome. Rifiutato ogni soccorso continuò a combattere finché non cadde colpito a morte alla testa, con il fucile ancora imbracciato. Fu successivamente insignito della medaglia d'oro al valor militare alla memoria. A lui è intitolata una via nel paese di Chiesa in Valmalenco (provincia di Sondrio).